# ایست (شرکت)
ایست (به انگلیسی: ESET) یک شرکت امنیتی IT است که مقر آن در براتیسلاوا، جمهوری اسلواکی قرار دارد که در سال ۱۹۹۲ با ادغام دو شرکت خصوصی تأسیس شده‌است. این شرکت به عنوان موفق‌ترین شرکت اسلواکی در سال ۲۰۰۸، ۲۰۰۹ و ۲۰۱۰ انتخاب شده‌است.
ESET در بخش خصوصی برگزار شد و دفاتر شعبه در سن دیگو، ایالات متحده؛ مونترال، کانادا؛ بوینس آیرس، آرژانتین؛ سائو پائولو، برزیل؛ پراگ، جمهوری چک؛ کراکوف، لهستان؛ و سنگاپور دارد و همچنین توزیع‌کننده در بیش از ۱۸۰ کشور جهان است.
ESET محصولات آنتی‌ویروس مانند  ESET NOD32 و ESET SMART SECURITY را ارائه می‌دهد.